# 小蓋爾拉格島
小蓋爾拉格島是蘇格蘭的島嶼，位於北尤伊斯特島附近的大西洋海域，屬於外赫布里底群島的一部分，面積0.46平方公里，最高點海拔高度10米，島上無人居住。
57°37′34″N 7°09′50″W / 57.626°N 7.164°W